# Województwo żmudzkie

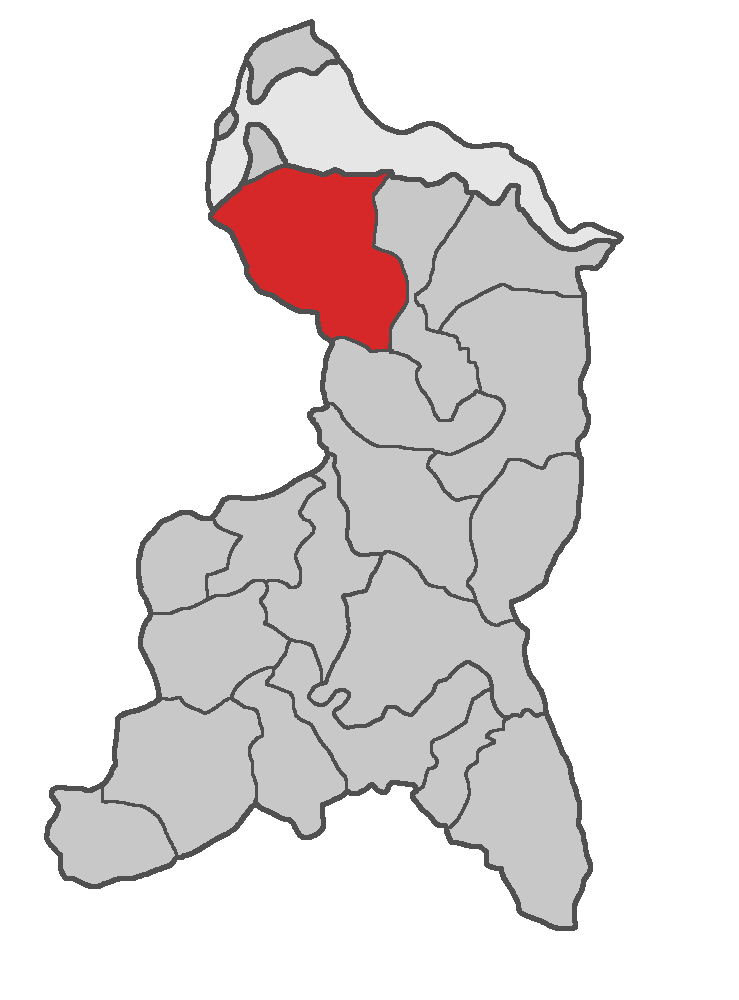
Województwo żmudzkie na tle województw utworzonych na sejmie grodzieńskim

Województwo żmudzkie zostało utworzone na sejmie grodzieńskim 23 listopada 1793 r. ze stolicą w Rosieniach. Nie zostało w pełni zorganizowane w związku z rozpoczęciem insurekcji kościuszkowskiej.
Województwo miało mieć w Sejmie dwóch senatorów (wojewodę i kasztelana) i sześciu posłów wybieranych na cztery lata (po dwóch z każdej ziemi).
Województwo dzieliło się na trzy ziemie (dawne repartycje):
- rosieńską składającą się z dawnych parafii
- szawelską składającą się z dawnych parafii
- telszewską składającą się z dawnych parafii.